# Prinzregentenstraße 11 (Bad Kissingen)

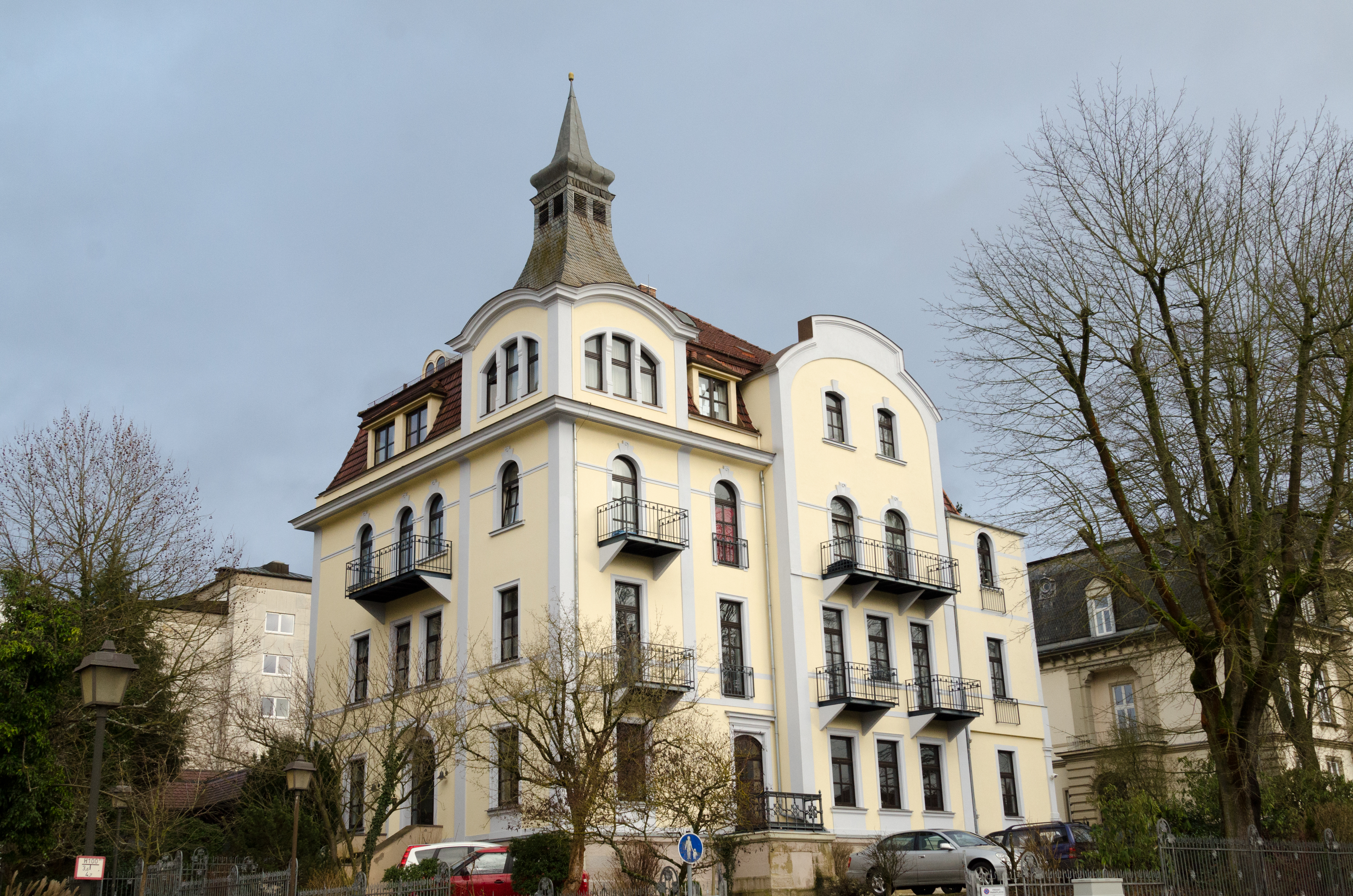
Prinzregentenstraße 11 in Bad Kissingen

Die Kurvilla Prinzregentenstraße 11 in Bad Kissingen, der Großen Kreisstadt des unterfränkischen Landkreises Bad Kissingen, gehört zu den Bad Kissinger Baudenkmälern und ist unter der Nummer D-6-72-114-326 in der Bayerischen Denkmalliste registriert.

## Geschichte
Die Kurvilla wurde in den Jahren 1902/03 vom Bad Kissinger Architekten Carl Krampf im Jugendstil errichtet. Bei dem Anwesen handelt es sich um einen dreigeschossigen Mansarddachbau mit Eckturm und Mittelrisalit mit geschweiftem Giebel.
Die Villa entstand unter Verwendung des Vorgängerbaus von 1884. Damit gehört sie zu den zahlreichen Kurbetrieben in Bad Kissingen, die fortwährend entsprechend der steigenden Nachfrage und dem sich wandelnden Baugeschmack erweitert und umgebaut wurden. Die Villa gehört jedoch zu den Beispielen, bei denen diese baulichen Maßnahmen lediglich durch Details auffallen. Lediglich das Geländer des Erdgeschossbalkons an der Straßenseite deutet auf den Vorgängerbau hin.
Zu der Kurvilla gehört eine gleichzeitig entstandene Einfriedung.